# Фридрих II фон Цоллерн
Фридрих II фон Цоллерн (нем. Friedrich II von Zollern; умер в 1142 или после 1145) — немецкий дворянин, граф фон Цоллерн (ок. 1125—1142/1145).

## Биография
Старший сын и преемник графа Фридриха I фон Цоллерна от брака с Удильхильдой (ум. 1134), дочерью графа Эгино II фон Урах-Деттингена.
Граф Фридрих II фон Цоллерн поддерживал императора Священной Римской империи Лотаря Суплинбурга против Гогенштауфенов (с 1125 по 1137), затем с 1138 года поддерживал германского короля Конрада III Гогенштауфена против Вельфов.
В первой половине XII века графы фон Цоллерн значительно увеличили свои владения, захватив земли и построив замки на юго-западе современной Германии, которая расширялась к Рейну и до нижнего Дуная. Новые владения и захваты немецких феодалов считались аллодом, то есть самостоятельным землевладением. Новые приобретения и старые феоды стали составлять исконную территорию графов фон Цоллерн.

## Дети
Фридрих имел, по крайней мере, двух сыновей:
- Фридрих III фон Цоллерн (ум. ок. 1200), граф фон Цоллерн и бургграф Нюрнберга под именем Фридриха I (1192—1200)
- Бертольд фон Цоллерн